# Metalhead (album)
Metalhead is het veertiende album van de Britse band Saxon, uitgebracht in 1999 door Steamhammer/SPV. Nick Glockler verliet de band opnieuw en werd vervangen door Fritz Randow.

## Nummers
1. Metalhead – 4:52
2. Are We Travellers in Time – 5:17
3. Conquistador – 4:42
4. What Goes Around – 4:24
5. Song of Evil – 4:12
6. All Guns Blazing – 3:53
7. Prisoner – 4:12
8. Piss Off – 4:04
9. Watching You – 5:18
10. Sea of Life – 8:11

## Bezetting
- Biff Byford - zang
- Doug Scarrat - gitaar
- Paul Quinn - gitaar
- Nibbs Carter - basgitaar
- Fritz Randow - drums